# Kanganpur
Kanganpur (en ourdou : كنگن پُور) est une ville pakistanaise située dans le district de Kasur, dans le nord de la province du Pendjab. C'est la dixième plus grande ville du district. Elle est située à environ cent kilomètres au sud de Lahore, la capitale provinciale.
La population de la ville a été multipliée par plus de trois entre 1972 et 2017 selon les recensements officiels, passant de 7 699 habitants à 28 184. Entre 1998 et 2017, la croissance annuelle moyenne s'affiche à 2,2 %, légèrement inférieure à la moyenne nationale de 2,4 %. Selon le recensement de 2023, la population de la ville monte à 38 568 habitants.
|            | 1972 (rec.) | 1981 (rec.) | 1998 (rec.) | 2017 (rec.) | 2023 (rec.) |
| ---------- | ----------- | ----------- | ----------- | ----------- | ----------- |
| Population | 7 699       | 12 009      | 18 643      | 28 184      | 38 568      |